# Georgi Vojteh
Georgi Vojteh (in bulgaro Георги Войтех?, in greco bizantino Γεώργιος ὁ Βοϊτάχος, Geōrgios o Voitachos; ... – 1072) è stato un militare bulgaro sotto l'Impero bizantino.
Fu un aristocratico bulgaro dell'XI secolo, etnarca di Skopje e organizzatore di una rivolta contro il dominio bizantino durante il periodo dell'imperatore bizantino Michele VII Ducas, lasciato nella storiografia con il suo nome – la rivolta di Georgi Vojteh. Essa accrebbe l'importanza della prefettura del pretorio dell'Illirico nella contesa tra Roma e Nuova Roma, poiché gli avvenimenti avvennero infatti poco tempo dopo il Grande Scisma.
Secondo la continuazione della cronaca di Giovanni Scilitze, apparteneva alla nobile famiglia dei Kavhan e durante il regno di Romano IV Diogene era un etnarca a Skopje nel thema di Bulgaria.